# Liste des conseillers départementaux de la Seine-Saint-Denis
Pour un article plus général, voir Conseillers départementaux de la Seine-Saint-Denis.
Cet article présente la composition du conseil départemental de la Seine-Saint-Denis ainsi que ses élus à partir de 2015. Pour les élus des mandatures précédentes, voir la liste des conseillers généraux de la Seine-Saint-Denis.

## Composition du conseil départemental
| Parti                                                                                  | Sigle | Sigle    | Élus |
| -------------------------------------------------------------------------------------- | ----- | -------- | ---- |
| Majorité (24 sièges)                                                                   |       |          |      |
| Groupe communiste, citoyen, Front de gauche pour une alternative sociale et écologique |       |          |      |
| Parti communiste français                                                              |       | PCF      | 7    |
| Ensemble !                                                                             |       | Ensemble | 2    |
| Front de gauche                                                                        |       | FG       | 1    |
| Groupe socialiste, radical et Gauche citoyenne                                         |       |          |      |
| Parti socialiste                                                                       |       | PS       | 10   |
| Mouvement de la gauche citoyenne                                                       |       | DVG      | 1    |
| Parti radical de gauche                                                                |       | PRG      | 1    |
| Groupe Europe Écologie - Les Verts                                                     |       |          |      |
| Europe Écologie Les Verts                                                              |       | EELV     | 2    |
| Opposition (18 sièges)                                                                 |       |          |      |
| Groupe Union des Indépendants - Modem                                                  |       |          |      |
| Mouvement démocrate                                                                    |       | MoDem    | 1    |
| Union des démocrates et indépendants                                                   |       | UDI      | 2    |
| Groupe Agir pour la Seine-Saint-Denis                                                  |       |          |      |
| Agir                                                                                   |       | Agir     | 2    |
| Groupe centriste                                                                       |       |          |      |
| Divers droite                                                                          |       | DVD      | 2    |
| Groupe Les Républicains                                                                |       |          |      |
| Les Républicains                                                                       |       | LR       | 10   |
| Non inscrits                                                                           |       |          |      |
| Non inscrits                                                                           |       | NI       | 1    |
| Président du conseil départemental                                                     |       |          |      |
| Stéphane Troussel (PS)                                                                 |       |          |      |

## Liste des 42 conseillers départementaux
Les conseillers départementaux de Seine-Saint-Denis en fonction sont :
| Canton                       | Conseiller départemental                  | Parti | Parti      | Autres mandats                               |
| ---------------------------- | ----------------------------------------- | ----- | ---------- | -------------------------------------------- |
| Canton d'Aubervilliers       | Pascal Beaudet                            |       | PCF        | Conseiller municipal d'Aubervilliers         |
| Canton d'Aubervilliers       | Meriem Derkaoui                           |       | PCF        | Maire d'Aubervilliers                        |
| Canton d'Aulnay-sous-Bois    | Mohamed Ayyadi (remplace Bruno Beschizza) |       | Agir       | Conseiller municipal d'Aulnay-sous-Bois      |
| Canton d'Aulnay-sous-Bois    | Séverine Maroun                           |       | LR         | Adjointe au maire d'Aulnay-sous-Bois         |
| Canton de Bagnolet           | Daniel Guiraud                            |       | PS         | Maire des Lilas                              |
| Canton de Bagnolet           | Corinne Valls                             |       | MGC        | Maire de Romainville                         |
| Canton du Blanc-Mesnil       | Christine Cerrigone                       |       | LR         | Adjointe au maire du Blanc-Mesnil            |
| Canton du Blanc-Mesnil       | Vijay Monany (remplace Thierry Meignen)   |       | LR         |                                              |
| Canton de Bobigny            | Abdel-Madjid Sadi                         |       | PCF        | Conseiller municipal de Bobigny              |
| Canton de Bobigny            | Pascale Labbé                             |       | PCF        | Conseillère municipale de Noisy-le-Sec       |
| Canton de Bondy              | Katia Coppi                               |       | LR         | Maire des Pavillons-sous-Bois                |
| Canton de Bondy              | Stephen Hervé                             |       | LR         | Conseiller municipal de Bondy                |
| Canton de La Courneuve       | Stéphane Troussel                         |       | PS         | Conseiller municipal de La Courneuve         |
| Canton de La Courneuve       | Zainaba Saïd-Anzum                        |       | PS         | Adjointe au maire de La Courneuve            |
| Canton de Drancy             | Aude Lagarde                              |       | UDI        | Maire de Drancy                              |
| Canton de Drancy             | Hamid Chabani (remplace Stéphane Salini)  |       | UDI        | Conseiller municipal délégué de Drancy       |
| Canton d'Épinay-sur-Seine    | Michel Fourcade                           |       | PS         | Maire de Pierrefitte-sur-Seine               |
| Canton d'Épinay-sur-Seine    | Nadège Abomangoli                         |       | FI         |                                              |
| Canton de Gagny              | Gaëtan Grandin                            |       | LR         |                                              |
| Canton de Gagny              | Marie-Blanche Pietri                      |       | LR         |                                              |
| Canton de Livry-Gargan       | Gérard Prudhomme                          |       | Agir       | Adjoint au maire de Livry-Gargan             |
| Canton de Livry-Gargan       | Sylvie Paul-Bernard                       |       | LR         |                                              |
| Canton de Montreuil-1        | Magalie Thibault                          |       | PS         | Conseillère municipale de Rosny-sous-Bois    |
| Canton de Montreuil-1        | Frédéric Molossi                          |       | PS         | Adjoint au maire de Montreuil                |
| Canton de Montreuil-2        | Dominique Attia                           |       | Ensemble ! | Adjointe au maire de Montreuil               |
| Canton de Montreuil-2        | Belaïde Bedreddine                        |       | PCF        | Adjoint au maire de Montreuil                |
| Canton de Noisy-le-Grand     | Emmanuel Constant                         |       | PS         | Conseiller municipal de Noisy-le-Grand       |
| Canton de Noisy-le-Grand     | Frédérique Denis                          |       | EÉLV       |                                              |
| Canton de Pantin             | Bertrand Kern                             |       | PS         | Maire de Pantin                              |
| Canton de Pantin             | Florence Laroche                          |       | PRG        | Conseillère municipale de Villetaneuse       |
| Canton de Saint-Denis-1      | Mathieu Hanotin                           |       | PS         | Député de la Seine-Saint-Denis (2012 → 2017) |
| Canton de Saint-Denis-1      | Nadège Grosbois                           |       | EÉLV       |                                              |
| Canton de Saint-Denis-2      | Silvia Capanema                           |       | PCF        | Conseillère municipale de Saint-Denis        |
| Canton de Saint-Denis-2      | Azzedine Taïbi                            |       | PCF        | Maire de Stains                              |
| Canton de Saint-Ouen         | Hervé Chevreau                            |       | DVD        | Maire d'Épinay-sur-Seine                     |
| Canton de Saint-Ouen         | Marie-Louise Magrino                      |       | DVD        |                                              |
| Canton de Sevran             | Martine Valleton                          |       | LR         | Maire de Villepinte                          |
| Canton de Sevran             | Yvon Kergoat                              |       | MoDem      |                                              |
| Canton de Tremblay-en-France | Pierre Laporte                            |       | FI         | Conseiller municipal de Tremblay-en-France   |
| Canton de Tremblay-en-France | Dominique Dellac                          |       | PCF        |                                              |
| Canton de Villemomble        | Michèle Choulet                           |       | LR         | Conseillère municipale de Neuilly-Plaisance  |
| Canton de Villemomble        | Jean-Michel Bluteau                       |       | LR         | Conseiller municipal de Villemomble          |

Stéphane Salini, Thierry Meignen et Bruno Beschizza démissionnent en décembre 2015 de leur mandat après leur élection au conseil régional d'Île-de-France.